# Sunny von Bülow
Martha Sharp Crawford von Bülow, conhecida por Martha von Bülow ou Sunny von Bülow (Manassas, Virgínia, 1 de setembro de 1932 — Manhattan, Nova Iorque, 6 de dezembro de 2008), foi uma rica herdeira, socialite e filantropa norte-americana. 
Seu marido, Claus von Bülow, foi acusado de tentar matá-la com injeções de insulina, para aumentar sua hipoglicemia. A história inspirou o filme O Reverso da Fortuna, com Jeremy Irons e Glenn Close.
Martha Bülow ficou 28 anos em estado vegetativo persistente, sem sinais cerebrais, desde que foi encontrada inconsciente no banheiro de sua mansão em Newport, em Rhode Island, em 21 de dezembro de 1980.